# Laurie Wisefield
Laurence Mark Wisefield (* 27. August 1953 in London, England, Vereinigtes Königreich) ist ein englischer Gitarrist und Sänger.

## Biografie
Geboren am 27. August 1953 in East London, begann Wisefield mit acht Jahren auf einer Akustikgitarre zu spielen, die ihm sein Großvater gekauft hatte. Später wechselte er zur elektrischen Gitarre und spielte mit Freunden in verschiedenen Bands. Mit 13 Jahren gründete er seine erste eigene Band „The Four Fables“, die Lieder der Beatles und der Shadows auf Hochzeiten und Partys spielten. Nachdem sich die Gruppe aufgelöst hatte, kam Wisefield über eine Anzeige im Melody Maker mit Cliff Williams (später bei AC/DC) in Kontakt, mit dem er die Band „Sugar“ ins Leben rief.
Nach dem Schulabschluss besuchte Wisefield eine Kunsthochschule und arbeitete als Schmuckdesigner in der Cheapside. Sugar spielte zu dieser Zeit regelmäßig im „Whiskey a Go Go“-Club in London. Wisefield gab seinen Job zugunsten der Musik auf. Als Sugar sich auflöste, gründeten Williams und Wisefield die Band Home zusammen mit Mick Stubbs (Gitarre, Gesang) und Mick Cook (Schlagzeug). Sie nahmen drei Alben für CBS Records auf und spielten unter anderem als Vorband von Wishbone Ash, doch endete die Karriere der Gruppe 1974.
Im Mai 1974 ersetzte Wisefield Ted Turner, der Wishbone Ash verlassen hatte. Er brachte neue Impulse in die Musik der Band und profilierte sich auch als Songwriter. Wisefield blieb bis Ende 1985 bei Wishbone Ash, um dann neue Projekte in Angriff zu nehmen. Er spielte mit zahlreichen bekannten Musikern, darunter Tina Turner, Joe Cocker und Roger Chapman. Er ist darüber hinaus Mitglied von Allstar-Gruppen wie der „SAS Band“ und der Tourproduktion „The Night of the Proms“. Er war am Queen-Musical „We Will Rock You“ ebenso beteiligt wie an der Bühnenproduktion „War Of The Worlds“. Wisefield ist auch Mitglied der Band Snakecharmer.